# Just Dance Wii
Just Dance Wii é um jogo de ritmo de dança de 2011 desenvolvido pela Ubisoft Paris e publicado pela Nintendo. Foi lançado para o sistema Wii em 13 de outubro de 2011 no Japão como a primeira parcela japonesa da série Just Dance publicada pela Ubisoft..

## Jogabilidade
O jogo é baseado em Just Dance 2, já que a interface do usuário e os recursos são praticamente idênticos aos do referido jogo, com todos os recursos disponíveis, exceto a loja online. As letras no estilo karaokê são uma nova mecânica para a série Just Dance, que mais tarde seria transportada para a série principal, começando com a versão PS3 de Just Dance 3. As letras são destacadas com um ícone mostrado ao lado da linha com uma cor, com base em seu ícone (azul claro para vocais masculinos e rosa para vocais femininos). Os jogadores também podem optar por jogar a versão completa ou a versão curta.

## Lista de Músicas
O jogo apresenta 29 músicas.
| Musica                            | Artista                                                        | Ano  |
| --------------------------------- | -------------------------------------------------------------- | ---- |
| "Cheesy Cha Cha"                  | APM Music                                                      | 2010 |
| "Choo Choo Train"                 | Exile                                                          | 2003 |
| "Crazy in Love"                   | Studio Musicians (ficou famoso por Beyoncé Feat. Jay-Z)        | 2003 |
| "Cutie Honey"                     | Kumi Koda                                                      | 2004 |
| "Dagomba"                         | Sorcerer                                                       | 2010 |
| "Heavy Rotation"                  | AKB48                                                          | 2010 |
| "Hot Stuff"                       | Donna Summer                                                   | 1979 |
| "Jump in the Line"                | Harry Belafonte                                                | 1961 |
| "Jumpin'"                         | Kara                                                           | 2010 |
| "Just Mario"                      | Ubisoft Meets Nintendo (Originalmente composta por Koji Kondo) | 2011 |
| "Katti Kalandal"                  | Bollywood                                                      | 2004 |
| "Kimi ni Bump"                    | Ketsumeishi                                                    | 2004 |
| "Koi no Dial 6700"                | Dream5                                                         | 2011 |
| "Mickey (Hawaii Version)"         | Gorie & Jasmine and Joann                                      | 2004 |
| "Mister (Japanese Version)"       | Kara                                                           | 2010 |
| "One Night Carnival"              | Kishidan                                                       | 2001 |
| "Rasputin"                        | Boney M.                                                       | 1978 |
| "Ren'ai Revolution 21"            | Morning Musume                                                 | 2000 |
| "S.O.S."                          | Rihanna                                                        | 2006 |
| "Sexy Girl"                       | Namie Amuro                                                    | 2008 |
| "Survival Dance 'No No Cry More'" | TRF                                                            | 1994 |
| "Toxic"                           | The Hit Crew (ficou famoso por Britney Spears)                 | 2004 |
| "U Can't Touch This"              | MC Hammer                                                      | 1990 |
| "UFO"                             | Pink Lady                                                      | 1977 |
| "Valenti"                         | BoA                                                            | 2002 |
| "Wannabe"                         | Spice Girls                                                    | 1996 |
| "Why? (Keep Your Head Down)"      | TVXQ                                                           | 2011 |
| "Won't Be Long"                   | Exile & Kumi Koda                                              | 2006 |
| "You Can't Hurry Love"            | The Supremes                                                   | 1966 |

## Recepção
De acordo com a Create Media, em 11 de março de 2012, o jogo vendeu 560.301 cópias no Japão.